# 王者之剑2555 AD
《王者之剑2555 AD》是Fish和Tempest开发，Sir-Tech于1997年在PlayStation和Windows推出的动作冒险游戏。

## 评价
游戏主要获得消极的评价，如IGN的3/10、GameSpot的3.9/10，以及游戏革命的D+。